# 영동읍
영동읍(永同邑)은 대한민국 충청북도 영동군에 위치한 읍이다. 고도 200ｍ 내외의 영동분지 중심의 계곡에 발달한 소읍으로 영동군의 군청 소재지이다.

## 개요
시가지의 중심을 금강의 한 지류가 북서쪽으로 지나고 있다. 철도역은 읍의 동남쪽에 있으며, 경부선은 북서방향으로 빠져나간다. 영동군 교통의 중심이며, 잎담배 건조장이 많고 감, 호두가 많이 난다.

## 행정 구역
- 설계리 (雪溪里)
- 계산리 (稽山里)
- 동정리 (桐井里)
- 매천리 (梅川里)
- 산익리 (山益里)
- 부용리 (芙蓉里)
- 산이리 (酸梨里)
- 오탄리 (梧灘里)
- 심원리 (深源里)
- 봉현리 (烽峴里)
- 회동리 (會洞里)
- 주곡리 (主谷里)
- 임계리 (林溪里)
- 화신리 (花新里)
- 당곡리 (堂谷里)
- 가리 (加里)

## 학교
- 유원대학교
- 영동미래고등학교 (계산리)
- 영동산업과학고등학교 (부용리)
- 영동고등학교 (계산리)
- 영동중학교 (계산리)
- 영신중학교 (매천리)
- 이수초등학교 (계산리)
- 부용초등학교 (부용리)
- 영동초등학교 (계산리)
- 화곡초등학교 (폐교) - 영동읍 영동황간로 662 (주곡리)

## 주거
| 단지명          | 건설사              | 시행사       | 주소                  | 주소   | 입주        | 비고     |
| --------------- | ------------------- | ------------ | --------------------- | ------ | ----------- | -------- |
| 영동 설계주공   | 정남개발㈜ 중흥건설 | 대한주택공사 | 영동읍 눈어치로 22-10 | 설계리 | 2002년 7월  |          |
| 영동 가마실주공 | 대동이엔씨㈜        | 대한주택공사 | 영동읍 동정로 47      | 동정리 | 2008년 10월 | 국민임대 |